# Aidan Gallagher
Aidan Gallagher (Los Ángeles, 18 de septiembre de 2003) es un actor y cantante estadounidense. Apareció por primera vez como invitado en la serie de FOX, Modern Family. Después de participar en la película independiente You & Me y grabar un piloto no emitido; logró un papel protagónico en la serie de Nickelodeon, Nicky, Ricky, Dicky & Dawn dándole reconocimiento.
En 2019, logró un papel protagónico en la serie de Netflix, The Umbrella Academy que le valió reconocimiento mundial y críticas positivas. En 2018, fue nombrado embajador de buena voluntad por el cuidado ambiental, representando a los Estados Unidos, en la ONU.

## Carrera
Con nueve años comenzó a actuar, ganando su primer papel profesional en un episodio de la serie ganadora del Emmy Modern Family. Apareció en el cortometraje llamado, You & Me y en el programa piloto de televisión de CBS, Jacked Up, que no fue recogido y nunca salió al aire.
En el año 2014, Aidan consiguió su primer papel protagónico en la exitosa serie de Nickelodeon Nicky, Ricky, Dicky & Dawn, interpretando al hermano menor de la familia Harper, Nicholas «Nicky» Harper, por lo que fue nominado a Estrella de TV Masculina Favorita en los Nickelodeon Kids' Choice Awards en 2016 y 2017. Estuvo en el programa durante cuatro temporadas hasta que terminó en 2018. Obtuvo el papel coprotagonista en la adaptación del cómic The Umbrella Academy, en la serie de Netflix, que fue estrenada el 15 de febrero de 2019, interpretando al personaje Número Cinco.
Con respecto a su carrera musical, la misma aún  no ha sido lanzada oficialmente, pero aun así se puede encontrar en su cuenta de Instagram, en la sección de IGTV, un vídeo en el que se lo ve presentando una canción original, titulada "Let's Get Lost". Aidan Gallagher también toca la guitarra y el piano, así mismo, es compositor.

## Vida personal
Es vegano desde los 12 años, promoviendo así el cuidado a los animales y del medio ambiente.

### Filantropía
Gallagher participa activamente en cuestiones ambientales y ha trabajado como defensor de la juventud para varias organizaciones ambientales, entre las que se incluyen Waterkeeper Alliance, WildAid y Oceanic Preservation Society. Fue nombrado Embajador de Buena Voluntad de la ONU para el Medio Ambiente de América del Norte en 2018 cuando tenía 14 años, uno de los embajadores de buena voluntad de la ONU más jóvenes en ser nombrado así.

## Filmografía

### Películas
| Año  | Título   | Papel       | Notas        |
| ---- | -------- | ----------- | ------------ |
| 2013 | You & Me | Joven David | Cortometraje |

### Televisión
| Año           | Título                                     | Papel                   | Notas                                     |
| ------------- | ------------------------------------------ | ----------------------- | ----------------------------------------- |
| 2013          | Modern Family                              | Alec                    | Episodio: "The Wow Factor"; sin acreditar |
| 2013          | Jacked Up                                  | Evan                    | Piloto (no emitido)                       |
| 2014–2018     | Nicky, Ricky, Dicky & Dawn                 | Nicky                   | Protagonista                              |
| 2015          | Nickelodeon's Ho Ho Holiday Special        | Él mismo                | Película de televisión                    |
| 2017          | Nickelodeon's Sizzling Summer Camp Special | Chico de la praya       | Película de Televisión; cameo             |
| 2019–presente | The Umbrella Academy                       | Número Cinco / El Chico | Protagonista                              |

### Videos Musicales
| Año  | Título                  | Artista(s)                      | Papel        |
| ---- | ----------------------- | ------------------------------- | ------------ |
| 2014 | "We Make That Lemonade" | Nicky, Ricky, Dicky & Dawn cast | Nicky Harper |

## Discográfica
| Año  | Nombre                   | Álbum / Single | Notas                |
| ---- | ------------------------ | -------------- | -------------------- |
| 2019 | Blue Neon (Versión Club) | Single         |                      |
| 2019 | Miss You                 | Single         | Junto a Trinity Rose |
| 2019 | Time                     | Single         |                      |
| 2019 | For You                  | Single         |                      |
| 2020 | I Love You               | Single         |                      |
| 2020 | 4th of July              | Single         |                      |

## Premios y nominaciones
| Año  | Premio                          | Categoría                                         | Trabajo                                                                                | Resultado | Ref.   |
| ---- | ------------------------------- | ------------------------------------------------- | -------------------------------------------------------------------------------------- | --------- | ------ |
| 2016 | Premios Young Artist            | Elenco joven destacado en una serie de televisión | Nicky, Ricky, Dicky & Dawn (compartido con Casey Simpson, Lizzy Greene & Mace Coronel) | Nominado  | [ 22 ] |
| 2016 | Nickelodeon Kids' Choice Awards | Actor favorito de TV                              | Nicky, Ricky, Dicky & Dawn                                                             | Nominado  | [ 10 ] |
| 2017 | Nickelodeon Kids' Choice Awards | Actor favorito de TV                              | Nicky, Ricky, Dicky & Dawn                                                             | Nominado  | [ 11 ] |